# 3264 Bounty
3264 Bounty (1934 AF) là một tiểu hành tinh vành đai chính được phát hiện ngày 7 tháng 1 năm 1934 bởi Reinmuth, K. ở Heidelberg.